# Heterochaete delicata
Heterochaete delicata är en svampart som först beskrevs av Klotzsch ex Berk., och fick sitt nu gällande namn av Giacopo Bresàdola 1913. Heterochaete delicata ingår i släktet Heterochaete och familjen Auriculariaceae.   Inga underarter finns listade i Catalogue of Life.